# Shades of the Heart
Shades of the Heart (hangul: 아무도 없는 곳; RR: Amudo Eobsneun Got; lit. Donde no hay nadie) es una película surcoreana de 2019 escrita y dirigida por Kim Jong-kwan, y protagonizada por Yeon Woo-jin, Kim Sang-ho, Lee Ji-eun (IU) y Lee Joo-young.

## Sinopsis
Después de divorciarse en el extranjero, Chang-seok regresa a Corea y se prepara para publicar una novela basada en su propia vida. Va encontrando a diversas personas que comparten con él sus propias historias: Mi-yeong recuerda que ella lo conoció y su pasado juntos; Yoo-jin es una redactora a la que dejó su novio a causa de su decisión de abortar; Seong-ha es un viejo conocido que hace todo lo posible por cuidar a su esposa moribunda; Joo-eun, una camarera que ha perdido la memoria después de un accidente automovilístico, recopila recuerdos de sus clientes, y es él entonces quien le cuenta uno suyo. Chang-seok escucha y escucha historias de las personas que lo rodean y siente que su corazón cambia y comienza a escribir una nueva narración.

## Reparto
- Yeon Woo-jin como Chang-seok.[4]
- Kim Sang-ho como Sung-ha.[5]
- IU como Mi-young.[6]
- Lee Joo-young como Joo-eun.[7]
- Yoon Hye-ri como Yoo-jin.[8]
- Moon Sook como la madre de Chang-seok.
- Jang Hae-min.
- Kim Keum-soon.

## Estreno y recepción
Shades of the Heart se presentó a la prensa el 17 de marzo de 2021 y se estrenó en Corea del Sur el 31 de marzo. Hasta el 24 de mayo de 2021 había tenido una audiencia de 20 155 espectadores en 374 salas, y había recaudado el equivalente a 154 000 dólares norteamericanos.
Kwak Yeon-soo (The Korea Times) señala que las diversas partes de la película están conectadas por un sentimiento común de pérdida e inseguridad, con personajes que van desvelando distintas capas de dolorosos recuerdos. También destaca la actuación de Yeon Woo-jin, que «retrata un personaje rico y realista a través de su voz plácida y ojos expresivos. Transmite tristeza escondida debajo de una apariencia prosaica».